# Serie A 2019-2020 (rugby a 15 femminile)
La serie A 2019-20 fu il 29º campionato di rugby a 15 femminile di prima divisione organizzato dalla Federazione Italiana Rugby e il 36º assoluto.
In programma dal 6 ottobre 2019 al 24 maggio 2020 tra 27 squadre ripartite su quattro gironi, dopo la disputa di 11 giornate fu sospeso e dichiarato non assegnato dalla Federazione Italiana Rugby il 26 marzo 2020 a seguito dell'emergenza dovuta alla pandemia di COVID-19, causa dell'interruzione di tutte le attività sportive in Italia.
Per effetto di tale decisione del consiglio federale della F.I.R., non solo il titolo di campione d'Italia non fu assegnato ma non si procedette né a promozioni né a retrocessioni né a riassegnazioni ad altre categorie.

## Formula
Le squadre furono ripartite in 4 gironi, 3 da sette e una da sei.
Di tali 4 gironi, quello contrassegnato dal numero 1 era un girone di merito, composto dalle prime tre classificate del girone 1 del campionato 2018-19 (nell'ordine Valsugana, Villorba e Colorno), dalle prime tre del girone 2 poi ridotte a due per assegnazione del Bologna al girone 2 (Capitolina e CUS Ferrara) nonché dalle due vincitrici del barrage incrociato tra le quarte classificate di un gruppo e le quinte dell'altro (Red Panthers e CUS Torino).
Gli altri tre gironi erano composti dalle altre 12 squadre del campionato precedente più nove squadre esordienti: si trattava di gironi paritetici tra di essi ma composti su base geogrefica.
Gli incontri di ogni raggruppamento erano previsti con il metodo del girone all'italiana a gare di andata e ritorno, con accesso ai play-off riservato alle prime quattro classificate del girone 1 più la prima classificata di ogni girone dal 2 al 4.
Mentre la prima del girone 1 avrebbe avuto accesso diretto alla semifinale, le altre sei si sarebbero incontrate in un barrage per sorteggio in gara doppia (ciascuna delle tre del girone 1 contro una delle tre vincitrici degli altri gironi).
Anche le semifinali si sarebbero tenute in doppia gara mentre la finale, in sede a scelta della Federazione, era prevista in gara unica.
Nella stagione regolare, 6 club (Bologna, Le Puma Bisenzio, CUS Pisa, Donne Etrusche, Riviera e Verona) partivano da 4 punti di penalizzazione per mancata ottemperanza degli obblighi relativi all'attività giovanile femminile.
Il calendario fu ufficializzato il 12 agosto 2019.

## Squadre partecipanti
| Girone 1 di merito     | Gironi geografici | Gironi geografici          | Gironi geografici                 |
| Girone 1 di merito     | Girone 2          | Girone 3                   | Girone 4                          |
| ---------------------- | ----------------- | -------------------------- | --------------------------------- |
| Capitolina (Roma)      | Biella            | FW All Bluff (Modena)      | Amatori Torre                     |
| Colorno                | CUS Genova        | Bologna                    | Belve Neroverdi (L'Aquila)        |
| CUS Ferrara            | CUS Milano        | Calvisano                  | CUS Pisa                          |
| CUS Torino             | CUS Pavia         | Romagna (Cesena e Ravenna) | Donne Etrusche                    |
| Red Panthers (Treviso) | Lions Tortona     | Riviera (Mira)             | Frascati                          |
| Valsugana (Padova)     | Monza             | Stanghella                 | Montevirginio (Canale Monterano)  |
| Villorba               | Parabiago         | Verona                     | Le Puma Bisenzio (Campi Bisenzio) |

## Stagione regolare

### Girone 1
| 6-10-2019 | 1ª/8ª giornata            | 15-12-2019 |
| --------- | ------------------------- | ---------- |
|           | CUS Ferrara — Villorba    |            |
|           | CUS Torino - Colorno      |            |
|           | Valsugana — Red Panthers  |            |
| Rip.      | Capitolina                |            |
|           |                           |            |
| 3-11-2019 | 4ª/11ª giornata           | 26-1-2020  |
|           | Colorno — Villorba        |            |
|           | Red Panthers — Capitolina |            |
|           | Valsugana — CUS Torino    |            |
| Rip.      | CUS Ferrara               |            |
|           |                           |            |
| 8-12-2019 | 7ª/14ª giornata           | 5-4-2020   |
|           | Capitolina — CUS Ferrara  |            |
|           | Colorno — Valsugana       |            |
|           | Villorba — CUS Torino     |            |
| Rip.      | Red Panthers              |            |

| 13-10-2019 | 2ª/9ª giornata            | 12-1-2020 |
| ---------- | ------------------------- | --------- |
|            | Colorno — CUS Ferrara     |           |
|            | Red Panthers — CUS Torino |           |
|            | Villorba — Capitolina     |           |
| Rip.       | Valsugana                 |           |
|            |                           |           |
| 10-11-2019 | 5ª/12ª giornata           | 22-3-2020 |
|            | Capitolina — Valsugana    |           |
|            | Colorno — Red Panthers    |           |
|            | CUS Torino — CUS Ferrara  |           |
| Rip.       | Villorba                  |           |

| 20-10-2019 | 3ª/10ª giornata            | 19-1-2020 |
| ---------- | -------------------------- | --------- |
|            | Capitolina — Colorno       |           |
|            | CUS Ferrara — Valsugana    |           |
|            | Villorba — Red Panthers    |           |
| Rip.       | CUS Torino                 |           |
|            |                            |           |
| 1-12-2019  | 6ª/13ª giornata            | 29-3-2020 |
|            | CUS Ferrara — Red Panthers |           |
|            | CUS Torino — Capitolina    |           |
|            | Valsugana — Villorba       |           |
| Rip.       | Colorno                    |           |

#### Classifica girone 1
|  |    | Squadra      | G | V | N | P | PF | PS | P± | B | Pen | Pt |
|  | -- | ------------ | - | - | - | - | -- | -- | -- | - | --- | -- |
|  | 1. | Capitolina   | 0 | 0 | 0 | 0 | 0  | 0  | 0  | 0 | 0   | 0  |
|  | 2. | Colorno      | 0 | 0 | 0 | 0 | 0  | 0  | 0  | 0 | 0   | 0  |
|  | 3. | CUS Ferrara  | 0 | 0 | 0 | 0 | 0  | 0  | 0  | 0 | 0   | 0  |
|  | 4. | CUS Torino   | 0 | 0 | 0 | 0 | 0  | 0  | 0  | 0 | 0   | 0  |
|  | 5. | Red Panthers | 0 | 0 | 0 | 0 | 0  | 0  | 0  | 0 | 0   | 0  |
|  | 6. | Valsugana    | 0 | 0 | 0 | 0 | 0  | 0  | 0  | 0 | 0   | 0  |
|  | 7. | Villorba     | 0 | 0 | 0 | 0 | 0  | 0  | 0  | 0 | 0   | 0  |

### Girone 2
| 6-10-2019 | 1ª/8ª giornata         | 15-12-2019 |
| --------- | ---------------------- | ---------- |
|           | Biella — CUS Pavia     |            |
|           | CUS Milano — Parabiago |            |
|           | Monza — Tortona        |            |
| Rip.      | CUS Genova             |            |
|           |                        |            |

| 3-11-2019 | 4ª/11ª giornata         | 26-1-2020 |
| --------- | ----------------------- | --------- |
|           | CUS Milano — CUS Genova |           |
|           | CUS Pavia — Monza       |           |
|           | Tortona — Biella        |           |
| Rip.      | Parabiago               |           |
|           |                         |           |

| 8-12-2019 | 7ª/14ª giornata        | 5-4-2020 |
| --------- | ---------------------- | -------- |
|           | Biella — Monza         |          |
|           | CUS Pavia — CUS Genova |          |
|           | Parabiago — Tortona    |          |
| Rip.      | CUS Milano             |          |

| 13-10-2019 | 2ª/9ª giornata         | 12-1-2020 |
| ---------- | ---------------------- | --------- |
|            | CUS Pavia — CUS Genova |           |
|            | Parabiago — Biella     |           |
|            | Tortona — CUS Milano   |           |
| Rip.       | Monza                  |           |
|            |                        |           |

| 10-11-2019 | 5ª/12ª giornata     | 22-3-2020 |
| ---------- | ------------------- | --------- |
|            | Biella — CUS Milano |           |
|            | CUS Genova — Monza  |           |
|            | Parabiago — Tortona |           |
| Rip.       | CUS Pavia           |           |

| 20-10-2019 | 3ª/10ª giornata       | 19-1-2020 |
| ---------- | --------------------- | --------- |
|            | CUS Genova — Tortona  |           |
|            | Monza — CUS Milano    |           |
|            | Parabiago — CUS Pavia |           |
| Rip.       | Biella                |           |
|            |                       |           |

| 1-12-2019 | 6ª/13ª giornata        | 29-3-2020 |
| --------- | ---------------------- | --------- |
|           | CUS Genova — Biella    |           |
|           | CUS Milano — CUS Pavia |           |
|           | Monza — Parabiago      |           |
| Rip.      | Tortona                |           |

#### Classifica girone 2
|  |    | Squadra       | G | V | N | P | PF | PS | P± | B | Pen | Pt |
|  | -- | ------------- | - | - | - | - | -- | -- | -- | - | --- | -- |
|  | 1. | Biella        | 0 | 0 | 0 | 0 | 0  | 0  | 0  | 0 | 0   | 0  |
|  | 2. | CUS Genova    | 0 | 0 | 0 | 0 | 0  | 0  | 0  | 0 | 0   | 0  |
|  | 3. | CUS Milano    | 0 | 0 | 0 | 0 | 0  | 0  | 0  | 0 | 0   | 0  |
|  | 4. | CUS Pavia     | 0 | 0 | 0 | 0 | 0  | 0  | 0  | 0 | 0   | 0  |
|  | 5. | Lions Tortona | 0 | 0 | 0 | 0 | 0  | 0  | 0  | 0 | 0   | 0  |
|  | 6. | Monza         | 0 | 0 | 0 | 0 | 0  | 0  | 0  | 0 | 0   | 0  |
|  | 7. | Parabiago     | 0 | 0 | 0 | 0 | 0  | 0  | 0  | 0 | 0   | 0  |

### Girone 3
| 6-10-2019 | 1ª/6ª giornata      | 8-12-2019 |
| --------- | ------------------- | --------- |
|           | Calvisano — Riviera |           |
|           | Romagna — All Bluff |           |
|           | Stanghella — Verona |           |
|           |                     |           |

| 10-11-2019 | 4ª/9ª giornata         | 22-3-2020 |
| ---------- | ---------------------- | --------- |
|            | Calvisano — Stanghella |           |
|            | Riviera — All Bluff    |           |
|            | Romagna — Verona       |           |

| 13-10-2019 | 2ª/7ª giornata         | 19-1-2020 |
| ---------- | ---------------------- | --------- |
|            | All Bluff — Stanghella |           |
|            | Riviera — Romagna      |           |
|            | Verona — Calvisano     |           |
|            |                        |           |

| 1-12-2019 | 5ª/10ª giornata       | 5-4-2020 |
| --------- | --------------------- | -------- |
|           | All Bluff — Calvisano |          |
|           | Stanghella — Romagna  |          |
|           | Verona — Riviera      |          |

| 3-11-2019 | 3ª/8ª giornata       | 26-1-2020 |
| --------- | -------------------- | --------- |
|           | All Bluff — Verona   |           |
|           | Calvisano — Romagna  |           |
|           | Stanghella — Riviera |           |

#### Classifica girone 4
|  |    | Squadra      | G | V | N | P | PF | PS | P± | B | Pen | Pt |
|  | -- | ------------ | - | - | - | - | -- | -- | -- | - | --- | -- |
|  | 1. | FW All Bluff | 0 | 0 | 0 | 0 | 0  | 0  | 0  | 0 | 0   | 0  |
|  | 2. | Calvisano    | 0 | 0 | 0 | 0 | 0  | 0  | 0  | 0 | 0   | 0  |
|  | 3. | Romagna      | 0 | 0 | 0 | 0 | 0  | 0  | 0  | 0 | 0   | 0  |
|  | 4. | Stanghella   | 0 | 0 | 0 | 0 | 0  | 0  | 0  | 0 | 0   | 0  |
|  | 5. | Riviera      | 0 | 0 | 0 | 0 | 0  | 0  | 0  | 0 | 4   | −4 |
|  | 6. | Verona       | 0 | 0 | 0 | 0 | 0  | 0  | 0  | 0 | 4   | −4 |

### Girone 4
| 6-10-2019 | 1ª/8ª giornata                 | 15-12-2019 |
| --------- | ------------------------------ | ---------- |
|           | Frascati — CUS Pisa            |            |
|           | Montevirginio — Donne Etrusche |            |
|           | I Puma — Belve Neroverdi       |            |
| Rip.      | Amatori Torre                  |            |
|           |                                |            |

| 3-11-2019 | 4ª/11ª giornata            | 26-1-2020 |
| --------- | -------------------------- | --------- |
|           | Belve Neroverdi — CUS Pisa |           |
|           | Donne Etrusche — Frascati  |           |
|           | I Puma — Amatori Torre     |           |
| Rip.      | Montevirginio              |           |
|           |                            |           |

| 8-12-2019 | 7ª/14ª giornata                 | 5-4-2020 |
| --------- | ------------------------------- | -------- |
|           | Belve Neroverdi — Montevirginio |          |
|           | CUS Pisa — I Puma               |          |
|           | I Puma — Amatori Torre          |          |
| Rip.      | Donne Etrusche                  |          |

| 13-10-2019 | 2ª/9ª giornata                 | 12-1-2020 |
| ---------- | ------------------------------ | --------- |
|            | Belve Neroverdi — Frascati     |           |
|            | CUS Pisa — Montevirginio       |           |
|            | Donne Etrusche — Amatori Torre |           |
| Rip.       | I Puma                         |           |
|            |                                |           |

| 10-11-2019 | 5ª/12ª giornata                  | 22-3-2020 |
| ---------- | -------------------------------- | --------- |
|            | Donne Etrusche — Belve Neroverdi |           |
|            | Frascati — I Puma                |           |
|            | Montevirginio — Amatori Torre    |           |
| Rip.       | CUS Pisa                         |           |

| 20-10-2019 | 3ª/10ª giornata                 | 19-1-2020 |
| ---------- | ------------------------------- | --------- |
|            | Amatori Torre — Belve Neroverdi |           |
|            | CUS Pisa — Donne Etrusche       |           |
|            | Montevirginio — I Puma          |           |
| Rip.       | Frascati                        |           |
|            |                                 |           |

| 1-12-2019 | 6ª/13ª giornata          | 29-3-2020 |
| --------- | ------------------------ | --------- |
|           | Amatori Torre — CUS Pisa |           |
|           | I Puma — Donne Etrusche  |           |
|           | Montevirginio — Frascati |           |
| Rip.      | Belve Neroverdi          |           |

#### Classifica girone 4
|  |    | Squadra          | G | V | N | P | PF | PS | P± | B | Pen | Pt |
|  | -- | ---------------- | - | - | - | - | -- | -- | -- | - | --- | -- |
|  | 1. | Amatori Torre    | 0 | 0 | 0 | 0 | 0  | 0  | 0  | 0 | 0   | 0  |
|  | 2. | Belve Neroverdi  | 0 | 0 | 0 | 0 | 0  | 0  | 0  | 0 | 0   | 0  |
|  | 3. | Frascati         | 0 | 0 | 0 | 0 | 0  | 0  | 0  | 0 | 0   | 0  |
|  | 4. | Montevirginio    | 0 | 0 | 0 | 0 | 0  | 0  | 0  | 0 | 0   | 0  |
|  | 5. | Donne Etrusche   | 0 | 0 | 0 | 0 | 0  | 0  | 0  | 0 | 4   | −4 |
|  | 6. | CUS Pisa         | 0 | 0 | 0 | 0 | 0  | 0  | 0  | 0 | 4   | −4 |
|  | 7. | Le Puma Bisenzio | 0 | 0 | 0 | 0 | 0  | 0  | 0  | 0 | 4   | −4 |